# Vlag van Attica

Vlag van Attica

De vlag van Attica toont een wit kruis op een blauw veld, dat door een gouden (aan de binnenzijde) en rode (buitenzijde) rand omringd wordt. De vlag heeft een hoogte-breedteverhouding van 2:3.
De regio Attica bestaat hoofdzakelijk uit het stedelijk gebied van de Griekse hoofdstad Athene. De regionale vlag is gelijk aan de vlag van Athene, maar dan zonder de afbeelding van de god Pallas Athena. Ook de andere gemeenten in de regio hebben hun vlaggen op de regionale vlag gebaseerd.